# Theo van Els
Theodorus (Theo) Johannes Maria van Els (Wanssum, 14 mei 1936 – Nijmegen, 4 augustus 2015) was een Nederlandse hoogleraar en rector magnificus van de Radboud Universiteit Nijmegen tussen 1994 en 2000. Hij was professor in de toegepaste taalkunde.

## Levensloop
Van Els werd geboren in 1936 in Wanssum als zoon van Piet van Els. Hij studeerde in 1961 af in de Engelse taal en letterkunde aan de Katholieke Universiteit Nijmegen. Daarna was hij leraar. In 1965 ging hij werken bij het toen net opgerichte talenlaboratorium van de Nijmeegse universiteit. In 1967 werd hij adjunct-directeur en in 1971 directeur van het talenlaboratorium. In 1972 promoveerde hij cum laude in Nijmegen op een dissertatie over een manuscript uit de 8e eeuw over Oud-Engelse namen: The Kassel manuscript of Bede's 'Historia ecclesiastica gentis Anglorum' and its Old English material.
Van Els heeft veel betekend voor de toegepaste taalkunde: de studie van de taalverwerving en van het onderwijs in moderne vreemde talen. Hij schreef mede een veelgebruikt handboek. In 1979 werd hij lector en twee jaar later hoogleraar toegepaste taalkunde; hij begeleidde meer dan tien promoties. Onder zijn rectoraat vierde hij in aanwezigheid van koningin Beatrix het 75-jarig bestaan van de universiteit. Na zijn emeritaat in 2000 was hij onder meer tien jaar voorzitter van de Nijmeegse Stichting voor Kamermuziek; toen hij dat voorzitterschap in 2010 neerlegde werd hij door de gemeente Nijmegen onderscheiden met de Zilveren Waalbrugspeld.

## Trivia
Theo van Els was de vader van altvioliste Susanne van Els.